# Ramón Salas Larrazábal
Ramón Salas Larrazábal (Burgos, 31 de agosto de 1916 — Salamanca, 17 de junho de 1993), foi um militar e historiador espanhol franquista, um dos pioneiros do pára-quedismo militar da Espanha.

## Obras
- Historia del Ejército Popular de la República, Madrid: La Esfera de los Libros. ISBN 8 49 734465 0, 1973
- Pérdidas de la Guerra, 1977
- Historia General de la Guerra de España, 1986